# Höllental (Hessen)

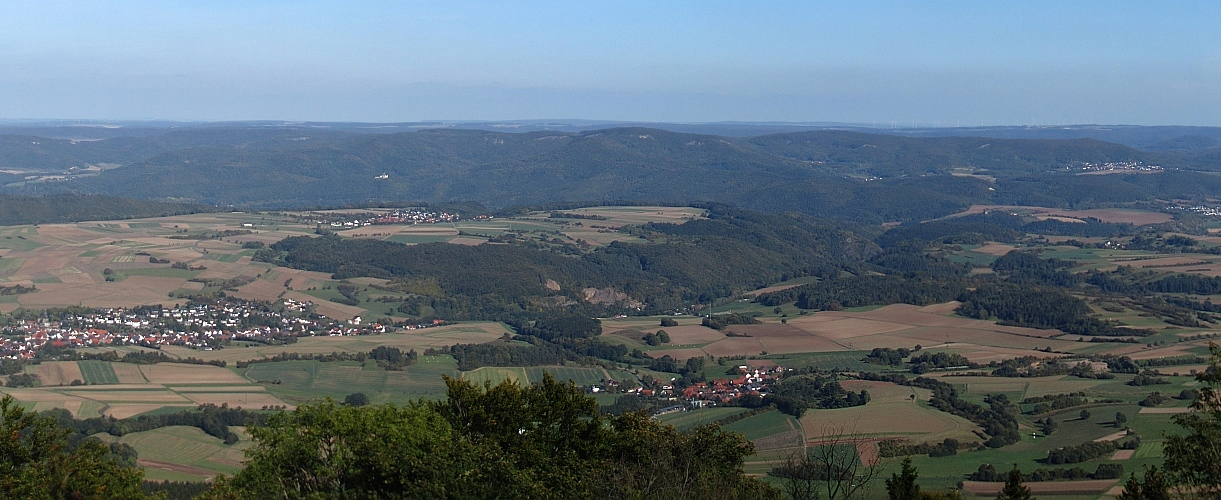
Der Blick von der Kalbe über das Meißnervorland mit dem Höllental (dahinter die Gobert)

Das Höllental befindet sich zwischen den Gemeinden Berkatal und Eschwege im hessischen Werra-Meißner-Kreis. 

## Lage
Mit einer Gesamtlänge von etwa 10 km schlängelt sich das Höllental, begleitet von dem Fluss Berka, durch eine pflanzenreiche und bergige Landschaft zwischen Frankershausen und Albungen im östlichen Meißnervorland. Das Tal bildet den südöstlichen Abschluss des Soodener Berglandes. Das Höllental mit seinen engen Schluchten und steilen Felsen ist durch die Landesstraße L 3242 gut zu erreichen.

## Sehenswürdigkeiten
- Etwas südlich des Höllentals, im Tal des Berka-Zuflusses Kupferbach, befindet sich das ehemalige Kupferbergwerk Grube Gustav, welches als Besucherbergwerk von März bis Oktober öffentlich zugänglich ist.
- Zur Infrastruktur zählen zahlreiche Wanderwege sowie die Bewirtungseinrichtungen im Gasthaus „Höllental“.
- Über dem Höllental erhebt sich die Burg Bilstein. Es sind nur wenige Mauerreste erhalten. Dort befindet sich das 3 ha große Naturschutzgebiet „Bilstein im Höllental“.
- Eine weitere Sehenswürdigkeit ist die Burgruine Schnepfenburg.

Koordinaten: 51° 13′ 34,7″ N, 9° 57′ 25,1″ O